# Trust (film, 2025)
Pour les articles homonymes, voir Trust.
Pour plus de détails, voir Fiche technique et Distribution.
Trust est un film américain réalisé par Carlson Young et dont la sortie est prévue en 2025. Il s'agit d'une adaptation .

## Synopsis
Après un scandale médiatisée, une jeune actrice quitte Hollywood se met au vert dans une maison isolée à la campagne. Sur place, elle va devoir affronter une bande de criminels venus chercher quelque chose dans la vaste demeure.

## Fiche technique
Sauf indication contraire, les informations mentionnées dans cette section peuvent être confirmées par les bases de données cinématographiques IMDb et Allociné,  présentes dans la section « Liens externes ».
- Titre original : Trust
- Réalisation : Carlson Young
- Scénario : Georgianne Levangie
- Musique : Isom Innis
- Décors : Sandro Valdez
- Costumes : Jimena Tenorio
- Photographie : Alejandro Martínez
- Montage : Louis Cioffi
- Production : Miles Koules, Ketura Kestin, Ulrich Maier et Oren Koules

Producteurs délégués : Ksana Golod, Daniel J. Heffner, Claire Kupchak et Lena Roklin
- Sociétés de production : Twisted Pictures, Koulest Production, Luber Rouklin Entertainment
- Société de distribution : Republic Pictures (États-Unis)
- Budget : N/A
- Pays de production :  États-Unis
- Langue originale : anglais
- Format : couleur
- Genre : thriller
- Durée : 86 minutes
- Dates de sortie[1] :
  - États-Unis : 22 août 2025 Date sujette à modification
- Classification[2] :
  - États-Unis : R

## Distribution
- Sophie Turner
- Rhys Coiro
- Billy Campbell
- Peter Mensah
- Forrest Goodluck
- Gianni Paolo
- Renata Vaca : Grace
- Katey Sagal

## Production
En février 2024, Carlson Young est annoncée à la réalisation, avec Sophie Turner dans le rôle principal. En mars 2024, Katey Sagal, Billy Campbell, Rhys Coiro, Peter Mensah, Forrest Goodluck ou e encore Gianni Paolo sont confirmés.
Chose rare à Hollywood, le tournage a été fait dans l'ordre chronologique de l'intrigue. Il se déroule notamment au Mexique, notamment à Mexico, au Tlalpan, et en Californie (Bixby Creek Bridge).

## Sortie et accueil
La sortie américaine est fixée au 22 août 2025